# Nové Dvory (okres Příbram)
Nové Dvory (německy Neuhof) jsou obec v okrese Příbram ve Středočeském kraji, asi 14 km východně od Dobříše. Žije zde 268 obyvatel.

## Historie
První písemná zmínka o obci pochází z roku 1432.

## Obecní správa

### Části obce
- Krámy (k. ú. Krámy)
- Nové Dvory (k. ú. Nové Dvory u Dobříše)

Součástí obce jsou také základní sídelní jednotky Porostliny a Zadnice. K obci patří také Královky, Nová Hospoda, V Nevadě a Ve Víči.
Sousedními obcemi sídla jsou Slapy, Bojanovice, Velká Lečice, Korkyně, Nový Knín a Buš.

### Územněsprávní začlenění
Dějiny územněsprávního začleňování zahrnují období od roku 1850 do současnosti. V chronologickém přehledu je uvedena územně administrativní příslušnost obce v roce, kdy ke změně došlo:
- 1850 země česká, kraj Praha, politický okres Příbram, soudní okres Dobříš[4]
- 1855 země česká, kraj Praha, soudní okres Dobříš
- 1868 země česká, politický okres Příbram, soudní okres Dobříš
- 1939 země česká, Oberlandrat Tábor, politický okres Příbram, soudní okres Dobříš[5]
- 1942 země česká, Oberlandrat Praha, politický okres Příbram, soudní okres Dobříš[6]
- 1945 země česká, správní okres Příbram, soudní okres Dobříš[7]
- 1949 Pražský kraj, okres Dobříš[8]
- 1960 Středočeský kraj, okres Příbram
- 2003 Středočeský kraj, okres Příbram, obec s rozšířenou působností Dobříš

## Pamětihodnosti
- venkovská usedlost čp. 3

## Doprava

### Dopravní síť
Do obce vedou silnice III. třídy. Územím obce vede silnice II/102 Praha-Zbraslav – Štěchovice – Chotilsko – Nečín – Obory – Kamýk nad Vltavou – Krásná Hora nad Vltavou – Milešov – Milevsko. Železniční trať ani stanice či zastávka na území obce nejsou.

### Autobusová doprava 2024
Autobusovou dopravu v obci Nové Dvory zajišťuje společnosti Arriva Střední Čechy. Obec je součástí Pražské integrované dopravy (PID). Pod obec spadají zastávky Nové Dvory, Nové Dvory,Krámy, Nové Dvory,Nová Hospoda a Nové Dvory,Porostliny. Autobusová linka 437 spojuje obec s Korkyní a Novým Knínem a na druhou stranu se Slapy, Štěchovicemi a Hradištkem.

## Turistika
Obcí vede turistická trasa  Štěchovice - Nové Dvory - Čím.